# Хаммам-Мескутин
Хаммам-Мескутин (араб. حمام المسخوطين‎) — геотермальные источники, расположенные в северо-восточной части Алжира, в 15 км от города Гельма. В течение нескольких тысячелетий под действием источников были сформированы уникальные ландшафты. Здесь возникли минеральные образования, состоящие из карбонатных отложений, имеющие разнообразные оттенки: от коричнево-жёлтых, рыжих и кирпичных до зеленых и молочных. Протекающая по минеральным отложениям вода приобретает их цвет. Выход воды из источников составляет около 100 м³ воды в минуту (1667 л/с). Имеет сток в Уэд-бу-Хамдан, приток Сейбуза.
Ландшафты, созданные под воздействием минеральной воды и других внешних факторов, напоминают застывшие водопады. Термальные источники располагаются на холме высотой около 20 метров. Температура воды составляет от +50 °C до +97 °C. Вода источников содержит большое количество минеральных солей, в связи с чем имеет целебные свойства. Рядом с источниками расположен SPA-курорт Хаммам-Шеллала (араб. حمام الشلالة‎).

## История
Ранее в районе Хаммам-Мескутина располагался древнеримский населённый пункт Аква-Тиблитана.

### Легенда
Хаммам-Мескутин с арабского языка переводится как «купальни проклятых». Согласно легенде, в древние времена в этой местности проживал народ, славившийся своей силой и бесстрашием на весь Алжир. Один из представителей этого народа ещё в детстве превосходил по силе и уму своих сверстников. Повзрослев, он стал наездником. Старейшины племени пытались научить его обузданию его сил, однако это им не удавалось.
Сестра наездника была очень красивой женщиной и была известна на всю страну своей красотой. Благодаря ей её брат всё больше убеждался в своём превосходстве перед другими.
Пришло время, и наездник стал великим воином. Вскоре он решил жениться, однако не мог найти себе подходящую жену по любви. Единственной женщиной, которую он любил, была его сестра, которая была не против заключить брак с родным братом. Такое святотатство пришлось не по душе людям племени. Особенно противостояли осквернению закона старейшины, пытавшиеся отговорить воина от его идеи, обратившись к его благоразумию.
Однако ничего не помогло. Богатырь не собирался передумывать. Он решил организовать свадьбу на самом красивом холме во всей местности. Многие из местных жителей, отказавшихся присутствовать при заключении кровосмесительного союза, покинули эти места. Однако некоторые приняли приглашение присутствовать на свадьбе. Нашёлся даже судья, согласившийся узаконить этот союз.
Люди, оставившие край, долгое время не посещали этих мест, а когда некоторые из них позже вернулись, то увидели, что невеста и жених в момент заключения брака превратились в каменные глыбы. Такая же судьба постигла и их родителей, не воспротивившихся этому союзу, и с заключавшим брак судьёй, и со всеми присутствовавшими на свадьбе людьми.

И в наши дни всё на том же месте каменные новобрачные смотрят друг на друга, гости, заключенные в камень, слушают теперь уже музыку вечности, чтобы нести урок потомкам. Урок того, что на каждую силу и сильную волю найдётся Высший закон.

## Галерея

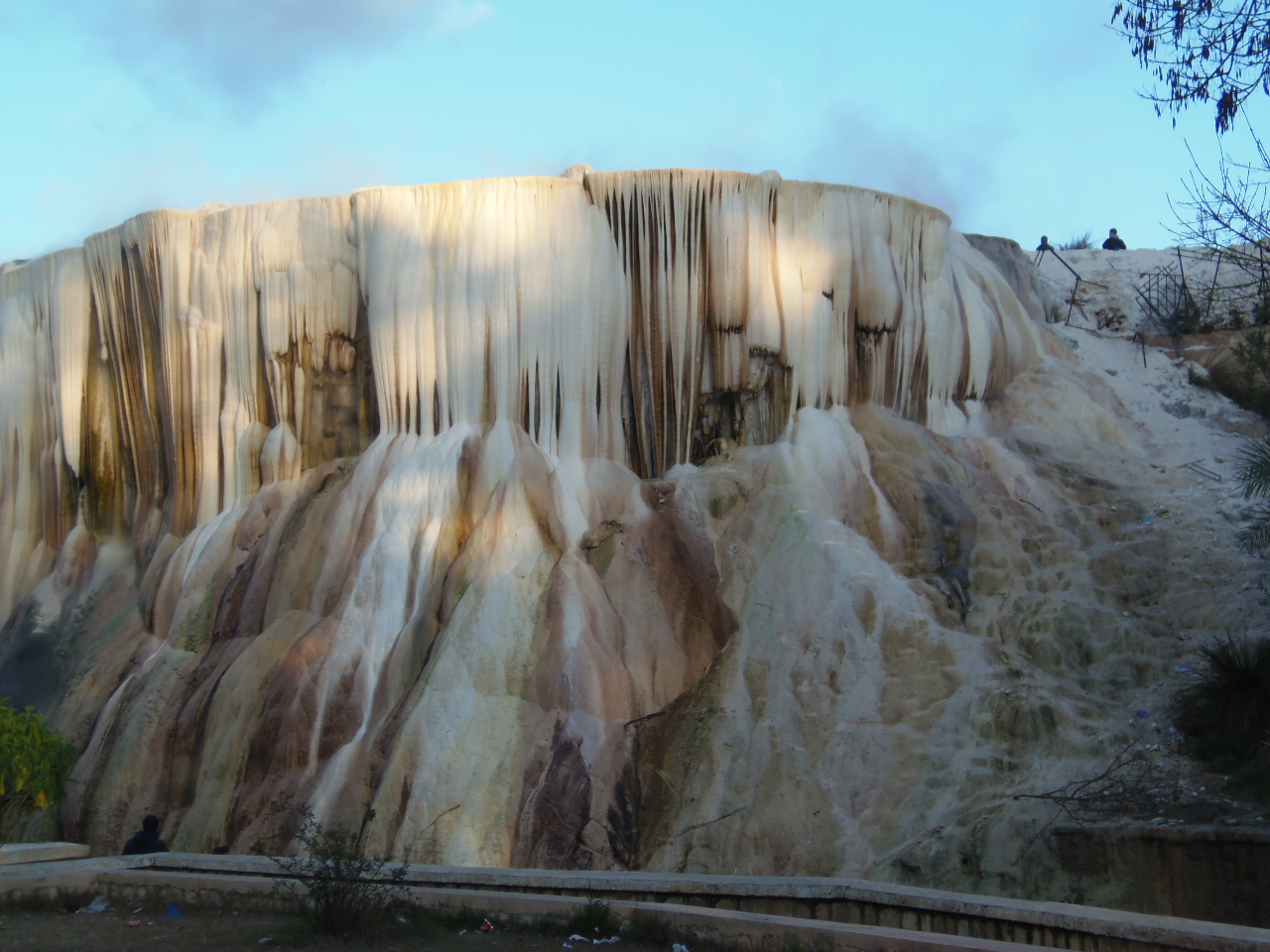
Карбонатные образования Хаммам-Мескутин
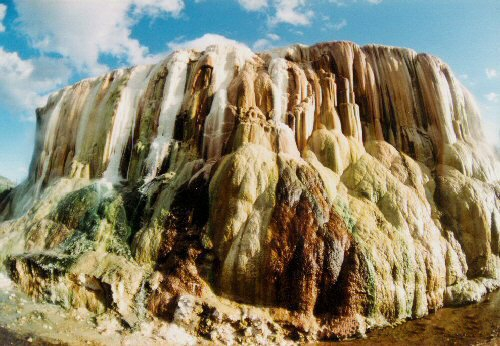
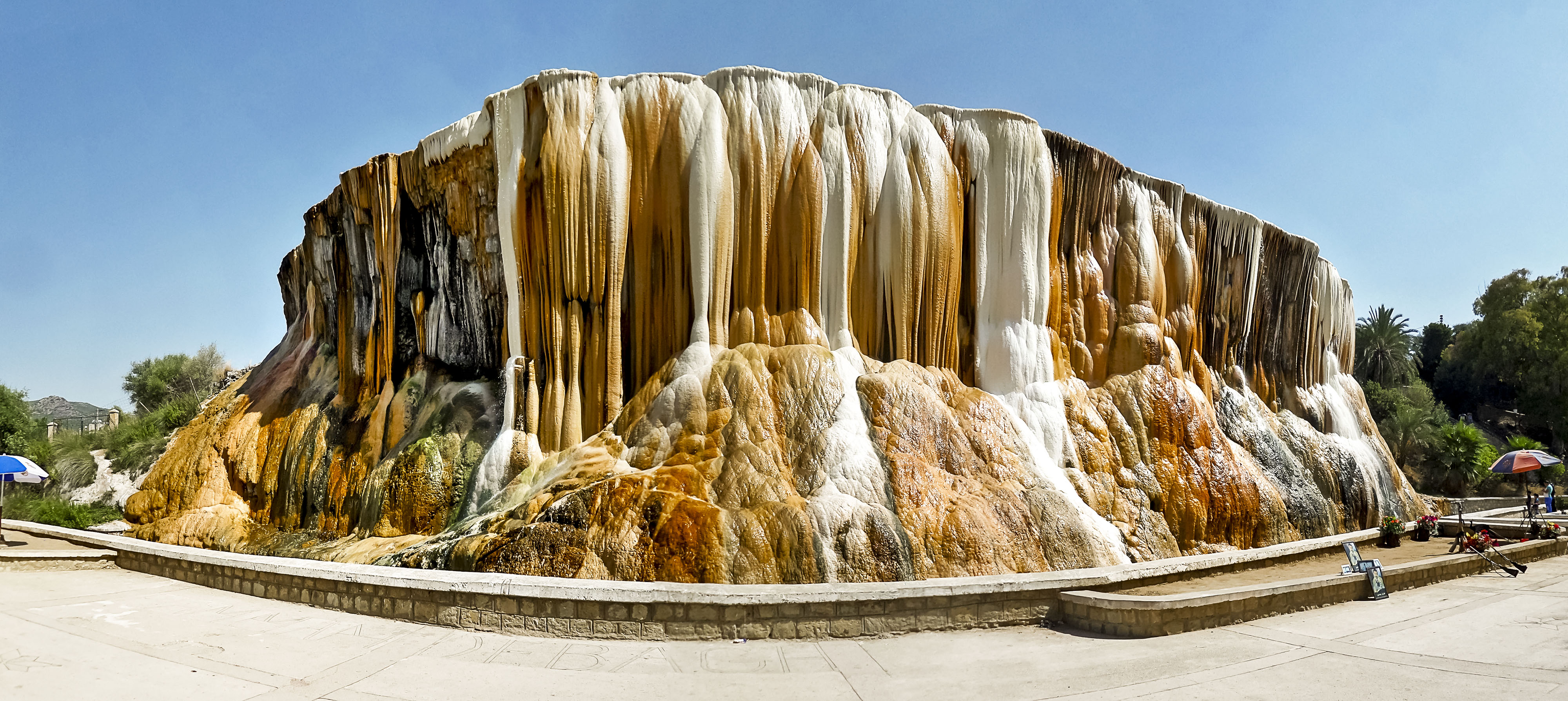
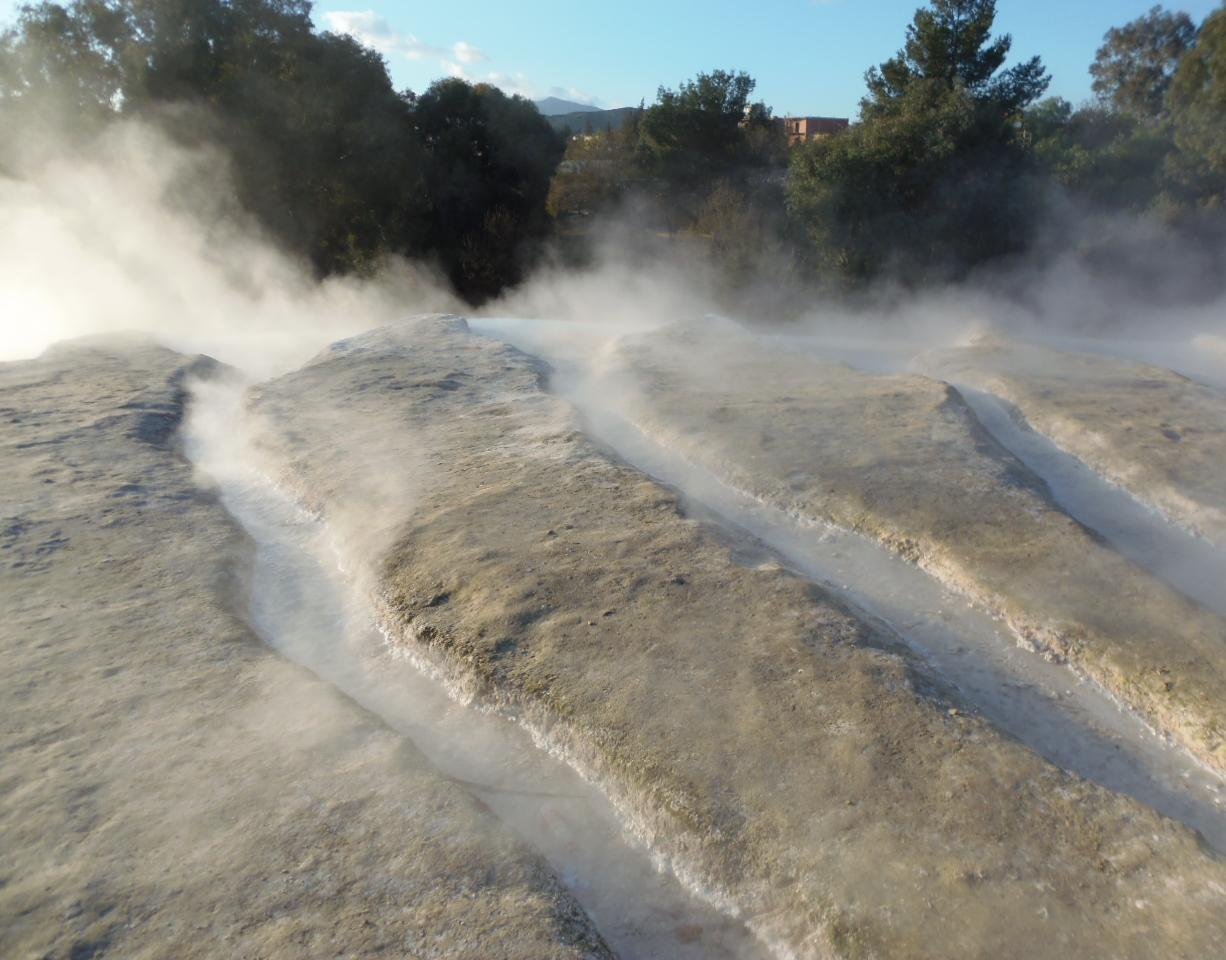
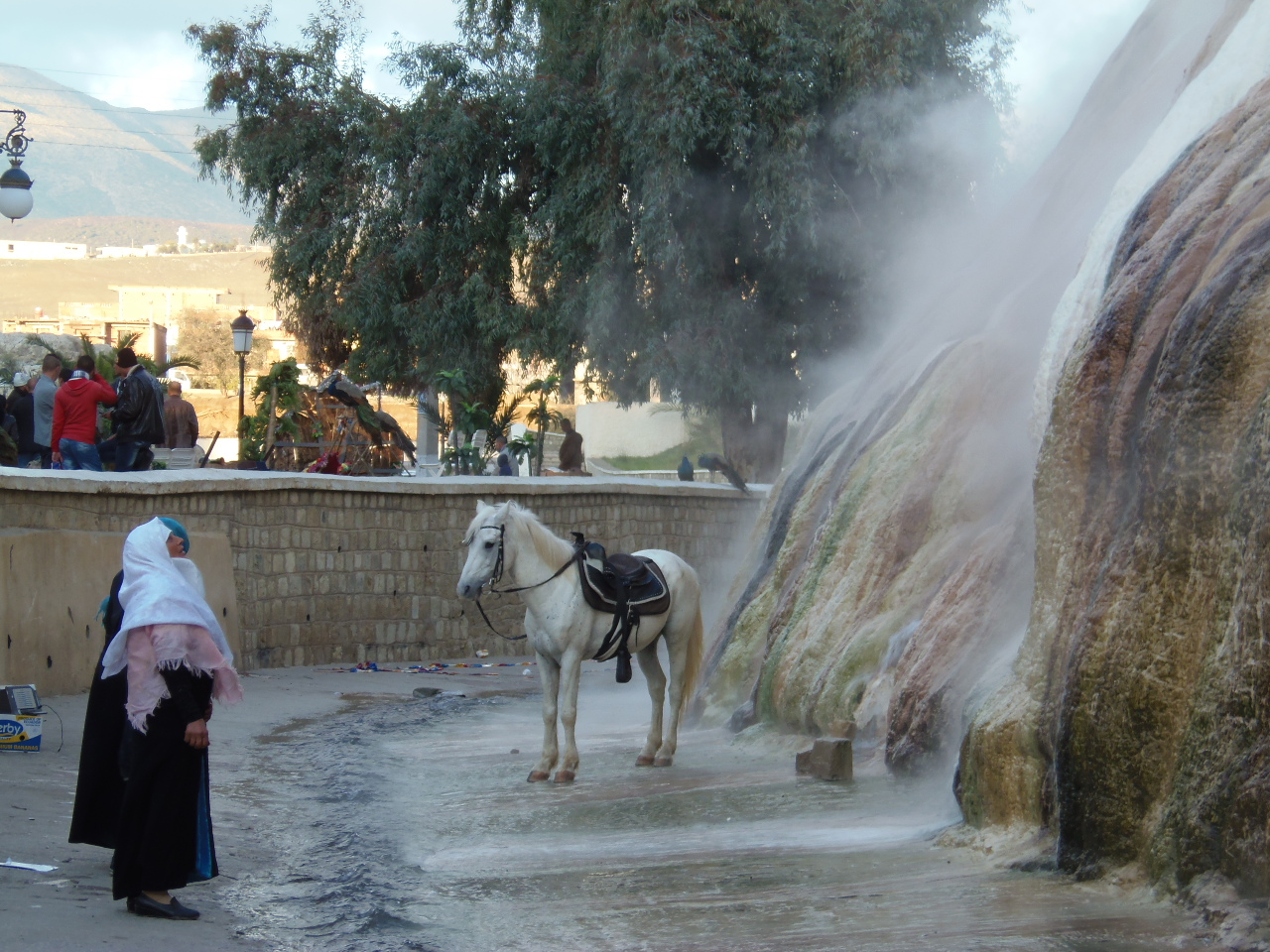
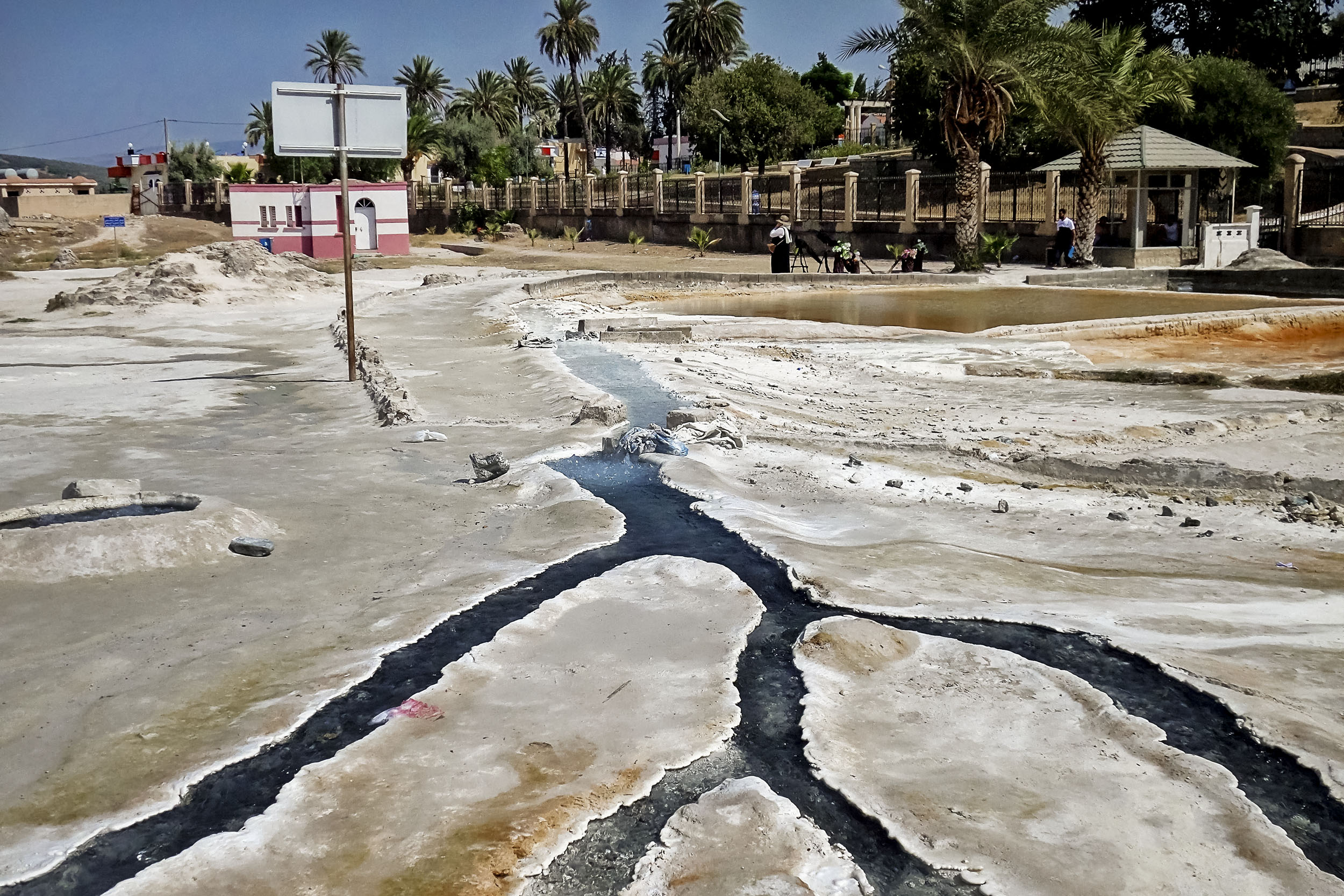
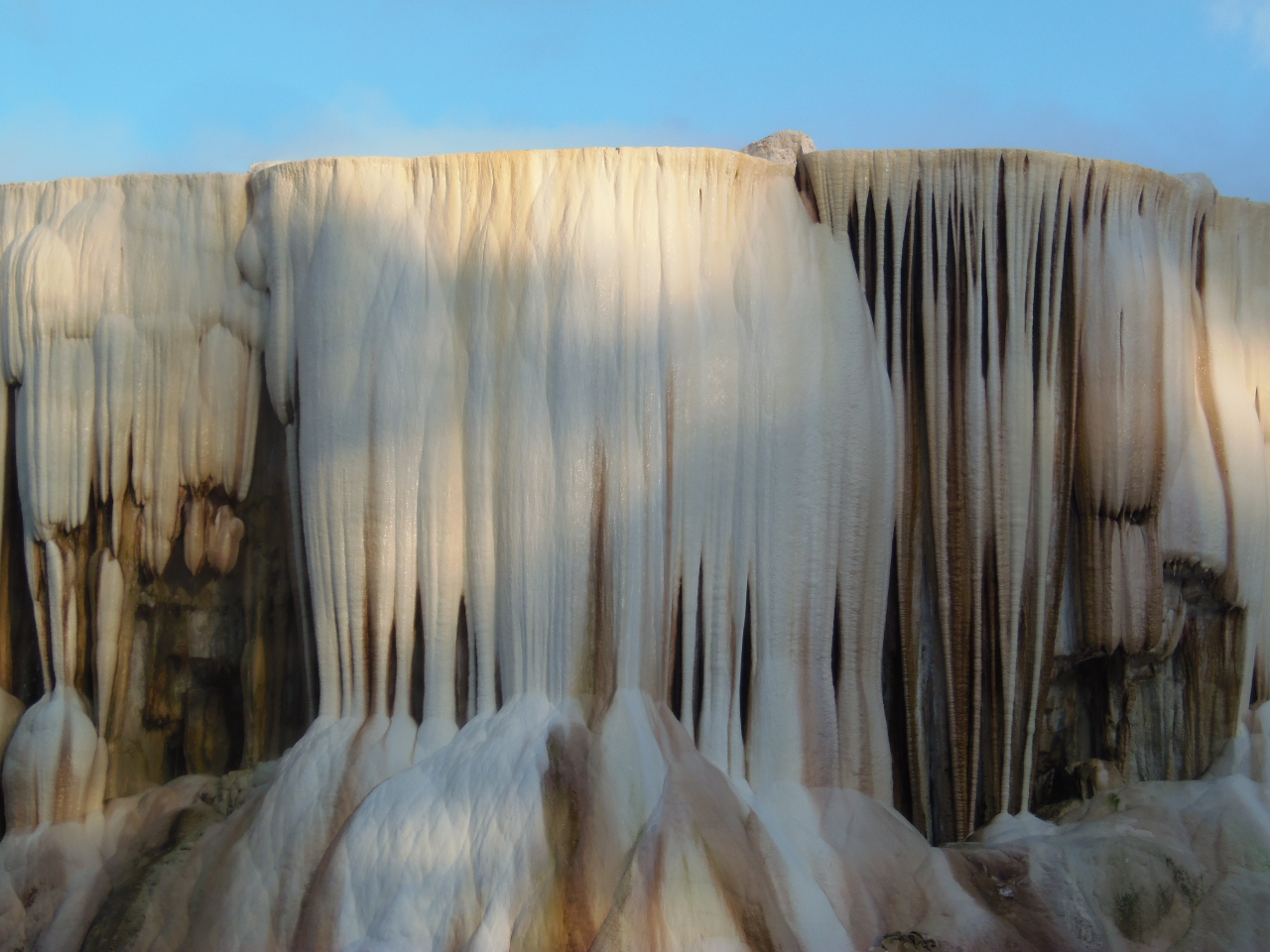